# Dorothea Maria Graff
Dorothea Maria Graff (Nuremberg, Electorat de Baviera, 2 de febrer de 1678 (data de bateig)– Sant Petersburg, 5 de maig de 1743), pintora de flors i insectes i il·lustradora naturalista alemanya del segle xviii. Va treballar principalment a Amsterdam i Sant Petersburg. També fou coneguda com a Dorothea Maria Merian, quan va adoptar el cognom de la seva mare, Maria Sibylla Merian, a la mort del seu primer marit; o com a Dorothea Maria Gsell, en adoptar el cognom del seu segon marit, el pintor suís Georg Gsell.

## Biografia

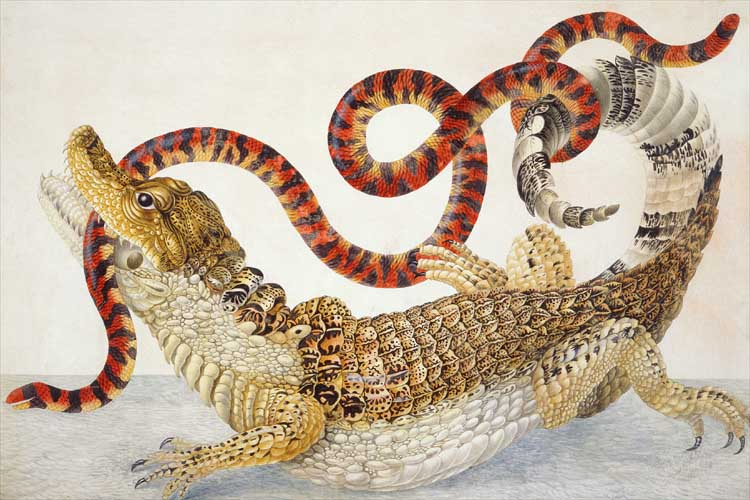
És difícil distingir els seus treballs dels de la seva germana o la seva mare, però Sam Segal li ha reatribuït 30 de les 91 làmines del Museu Britànic catalogades inicialment a nom seu.

Segons el RKD va néixer a Nuremberg, filla dels pintors Maria Sibylla Merian i Johann Andreas Graff. Va aprendre a pintar d'ells i de la seva germana Johanna Helena Herolt, que era deu anys més gran. El 1681 la seva mare va tornar a Frankfurt sense el seu marit, per a viure amb la seva mare després de la mort del seu padrastre, Jacob Marrel. Encara que Johann Graff es va reunir posteriorment amb la família, el 1686 Merian va deixar el seu marit i es va traslladar amb les dues filles i l'àvia a una comunitat religiosa de labadistes a Wieuwerd, Friesland. Johann Graff va fer diversos intents de reconciliació, però finalment va tornar a Alemanya.
El 1691 les quatre dones es van mudar a Amsterdam, on van instal·lar un estudi especialitzat en la pintura de flors i temes botànics, continuant el treball de Merian aThe Caterpillar Book (El Llibre de les Erugues). El 1699 Dorothea va acompanyar la seva mare a Surinam, que aleshores era una colònia holandesa a Sud-amèrica, d'on tornaren al setembre de 1701.
Uns mesos més tard, el 2 de desembre de 1701, Dorothea Maria Graff es va casar amb un cirurgià de Heidelberg, Philip Hendriks. El matrimoni va tenir un fill que va morir jove. Dorothea viatjava amb la seva mare per motius econòmics a aquells llocs on millor es venien les impressions i les pintures de Maria. La seva germana Johanna es va traslladar amb el seu marit a Surinam el 1711, el mateix any en què Dorothea va enviduar, adoptant el cognom de la seva mare (Merian) possiblement per raons empresarials. El 1713 mare i filla van publicar Der rupsen begin, voedsel en wonderbaare veranderingen ("L'eruga, meravellosa transformació i estranya alimentació floral"), seguit pel segon volum en 1714. Encara que les seves filles no hi són esmentades pel seu nom, tant Johanna com Dorothea probablement van contribuir a dibuixar-ne les làmines. El 1714 la seva mare va sofrir una apoplexia que la va paralitzar parcialment. Johanna va tornar d'una visita a Surinam, pintant sota el nom de la seva mare i treballant en el tercer volum.
El 1715 Dorothea Maria Graff va tornar a casar-se, aquesta vegada amb el pintor suís vidu Georg Gsell, que s'havia divorciat recentment de la seva segona dona, i anteriorment havia acollit Dorothea i la seva mare. Gsell havia estat vivint a Amsterdam des de 1704 i havia tingut cinc filles del seu primer matrimoni, incloent-hi Katharina (1707–1773), primera dona del matemàtic Leonhard Euler. Amb Georg Gsell va tenir una filla, Salome Abigail Gsell (1723-1794), segona i última esposa d'Euler el 1776, tres anys després de la mort de la seva germanastra Katharina.
Des de Surinam, Johanna va continuar subministrant insectes i altres objectes a la seva germana.
El 1717, després que Maria morís al gener, Dorothea Maria Graff va publicar pòstumament el tercer volum de l'obra de la seva mare, Der Rupsen Begin. Els treballs de l'estudi de Merian van ser comprats per Zacharias Conrad von Uffenbach, Pieter Teyler van der Hulst i Robert Areskin.
Aquell mateix any, el tsar Pere el Gran visitava Amsterdam i volia comprar obres d'art per a la seva col·lecció a Sant Petersburg, i Dorothea Maria li va vendre part de l'obra de la seva mare. Pere el Gran va oferir al matrimoni Gsell-Merian la possibilitat de treballar a Rússia, i amb aquest fi, al setembre van vendre tota l'obra de Maria Merian a l'editor d'Amsterdam Johannes Oosterwijk. A l'octubre de 1717, Georg Gsell es convertia en pintor de la cort de Sant Petersburg i Dorothea Maria Graff en professora de l'Acadèmia de Ciències de Rússia i conservadora de la col·lecció d'història natural de la Kunstkamera (incloent-hi la seva pròpia obra). El 1736 va tornar a Amsterdam amb el propòsit d'adquirir treballs de la seva mare per a la col·lecció russa. Va morir a Sant Petersburg el 1743.